# Toque no Altar (álbum)
Toque no Altar é o álbum de estreia da banda brasileira de música cristã Ministério Apascentar de Nova Iguaçu, lançado em outubro de 2003 de forma independente.
O projeto, que tornou a banda notória em seu segmento, foi gravado na própria igreja do grupo, com produção musical do pianista Ronald Fonseca. Os vocais são conduzidos por Davi Sacer, também compositor de grande parte das músicas juntamente com Luiz Arcanjo, Fonseca e David Cerqueira. As canções "Faz Chover" e "Te Louvarei" se tornaram importantes na carreira do grupo, incluindo a faixa título "Toque no Altar", indicada à música do ano no Troféu Talento em 2005. Em 2005, o grupo gravou Toque no Altar e Restituição, DVD que contém algumas das canções do disco, com arranjos semelhantes e modificados. Após anos de disputas judiciais, o álbum passou a ser creditado ao Trazendo a Arca em 2020.
O álbum conquistou avaliações favoráveis da crítica e foi eleito o 41º melhor disco da década de 2000, de acordo com lista publicada pelo Super Gospel. Em 2015, foi considerado, por vários historiadores, músicos e jornalistas, como o 90º maior álbum da música cristã brasileira, em uma publicação.

## Antecedentes
O Ministério Apascentar de Nova Iguaçu era uma igreja evangélica na Baixada Fluminense com uma tradição musical, com vários músicos profissionais que atuavam nas equipes musicais. Em 1996, com o nome Comunidade Evangélica Nova Iguaçu - Ministério Apascentar, foi gravado o disco Tempo de Graça, que não chegou a ser divulgado a nível nacional. Em 2000, com outra formação, a equipe da época produziu o álbum Vestes de Louvor, que foi um fracasso comercial e não tirou a banda do anonimato.
Depois do lançamento de Vestes de Louvor, todos os músicos que atuavam na igreja saíram para serem membros de outras igrejas. Os músicos que restaram foram recrutados para uma nova formação. A estratégia de Marcus Gregório, uma das lideranças da igreja, era formar uma banda de músicos assalariados para garantir maior compromisso e fidelidade com a igreja. Nesta época, o cantor e compositor Davi Sacer era backing e assumiu como vocalista. Outros músicos jovens em torno foram, ao longo do tempo, sendo chamados.

## Composição
Em 2002, a liderança da igreja anunciou, a todos, que o grupo que estava sendo formado tinha a pretensão de gravar um álbum com músicas autorais. Para o projeto, tinha sido recrutado o produtor musical e tecladista Ronald Fonseca que, na época, estava produzindo vários artistas da gravadora Zekap Gospel, como Rose Nascimento, Sérgio Lopes e Pamela. No final de 2001, um músico e compositor chamado Luiz Arcanjo passou a ser membro da igreja. Ele já tinha experiência como intérprete em outras igrejas e como compositor. Arcanjo venceu um concurso no final da década de 1990 promovido por Paulo César Graça e Paz e com jurados como Pedro Braconnot e Carlinhos Felix, mas sua mudança para o Apascentar tinha como objetivo original apenas participar como membro, afastado de atividades musicais. Quando foi anunciada a produção do álbum, Arcanjo tinha composições próprias, e foi incentivado por pessoas próximas a não deixá-las guardadas em segredo.
Naquela época, Luiz Arcanjo procurou Davi Sacer e Ronald Fonseca e os apresentou uma música inédita chamada "Santo". A faixa agradou Sacer e Fonseca o suficiente para que os dois convidassem Arcanjo para o processo criativo. Outros músicos que se aproximaram, durante este período, foi o cantor David Cerqueira, filho da cantora evangélica Denise Cerqueira, Deco Rodrigues, que abandonou um trabalho como concursado federal para trabalhar integralmente como músico na igreja e o baterista André Mattos, que já tinha um histórico considerável com artistas evangélicos e não-evangélicos. Arcanjo, inclusive, já conhecia Mattos.
Com mais músicos, as canções começaram a surgir. Era costume frequente atos religiosos como subidas a montes e orações que, mais tarde, serviam como período criativo para a composição de músicas. Em uma dessas situações, dias após uma pregação, David Cerqueira pegou um violão e começou a cantar os primeiros versos de "Faz Chover". Anos depois, Cerqueira disse em entrevista que Sacer viu o potencial da canção e, com a participação de Arcanjo, a canção acabou se tornando uma versão de "Let It Rain", de Michael Farron. "Faz Chover (Let It Rain)" foi a primeira canção do álbum a alcançar uma popularidade dentro da própria igreja, se tornando uma certeza de que deveria fazer parte do álbum.
Várias canções do álbum foram compostas em parceria entre os músicos. Entre elas, "Sacia-me", que teve o guitarrista Marcell Compan como um dos autores, "Não Tenho Outro Bem" e "Meu Amado". No entanto, parte do repertório foi escrito individualmente. Ronald Fonseca, por exemplo, acabou contribuindo como autor das canções "Meu Melhor" e "Leva-me Além". Sobre "Leva-me Além", Davi Sacer recordou-se que o tecladista apresentou a canção pronta e perguntou se ela poderia completar o álbum, que já estava substancialmente desenvolvido. "Quando ele a cantou ali para nós, a gente percebeu que esta música refletia muito o que a gente acreditava também, sobre o nosso relacionamento com Deus e o que a nossa igreja local estava vivendo", disse Davi a Apple Music em 2020.
Na época de formação da banda, Davi Sacer trabalhava numa escola de música dando aulas de canto, e foi durante uma das aulas que ele teve uma das primeiras ideias para a canção "Aleluia, Hosana", uma das faixas mais antigas do álbum. A intenção de Sacer era que o álbum tivesse uma canção "meio-termo", nem animada e nem lenta. "Aí peguei um violão e conversei com o pessoal da escola de música. Na mesma hora em que pensei que precisava ter um tipo de música assim, já veio a ideia desta música", disse ele. Sacer ainda escreveu sozinho "Te Adoro Senhor", uma música mais animada.
Já Luiz Arcanjo vivia um período conturbado em sua vida pessoal. Ele relembra que, na época, sua condição financeira não era favorável e muitas vezes ia a igreja a pé. Além do mais, recém-casado, o músico tinha o sonho de ser pai, mas sua esposa tinha problemas de saúde que impediam. Um dia, durante uma pregação, o músico convenceu-se que havia a possibilidade de nenhum de seus sonhos serem realizados e foi sentimentalmente confrontado a se questionar se ele permaneceria em suas crenças se nada ocorresse. Arcanjo acabou por ficar emocionalmente instável, e ser levado por Deco Rodrigues, que na época tinha um carro, para sua casa. Em casa, Arcanjo pegou um violão e escreveu em cinco minutos "Abro Mão", como resposta às suas reflexões. Em várias ocasiões, Luiz já disse que foi a canção mais rápida que já compôs. Tempos depois, a esposa de Arcanjo engravidou.
Arcanjo também escreveu uma canção em homenagem a cidade de Nova Iguaçu, na época com altos índices de violência e criminalidade, chamada "Novas Águas". O álbum estava praticamente definido e se chamaria Ministério Apascentar de Nova Iguaçu. No entanto, durante uma tarde, Davi e Luiz foram visitar uma membro da igreja e, durante a visita, tiveram a ideia de uma nova música que culminou em "Toque no Altar". Eles consideraram a canção boa o suficiente para fazer parte do projeto e excluíram "Novas Águas" do repertório. "Novas Águas" só foi apresentada publicamente no show do DVD Deus de Promessas ao Vivo, em 2006, e nunca foi lançada num álbum até hoje.

## Gravação
Com o surgimento de "Toque no Altar", até o nome do álbum foi alterado. O projeto foi gravado ao vivo no Ministério Apascentar de Nova Iguaçu, com Davi Sacer sendo o único vocalista. O disco ainda trouxe alguns músicos convidados, como o guitarrista Bene Maldonado, na época integrante da banda de rock cristão Fruto Sagrado, que esteve presente na parte técnica da obra. O baixista Marcos Natto, que tinha um histórico de gravações com Cassiane e anos depois com a carreira solo de Sacer, também participou.

## Lançamento e recepção
| Críticas profissionais | Críticas profissionais |
| Avaliações da crítica  | Avaliações da crítica  |
| Fonte                  | Avaliação              |
| ---------------------- | ---------------------- |
| Super Gospel           | [ 12 ]                 |
| O Propagador           | [ 13 ]                 |

Toque no Altar foi lançado de forma independente em outubro de 2003 e, diferentemente de trabalhos de formações anteriores, foi a obra que trouxe reconhecimento nacional ao grupo. A crítica ao álbum foi favorável. Roberto Azevedo, para o Super Gospel, elogiou a maior parte do repertório, especialmente a música "Abro Mão", embora tenha feito críticas pontuais a "Toque no Altar", afirmando que "essa música, de certa forma, nada contra a maré". Durante a década de 2010, foi atribuído ao álbum a cotação de 4 estrelas de 5.
O guia discográfico do O Propagador atribuiu 4,5 estrelas de cinco ao álbum com a avaliação favorável de que "o repertório de Toque no Altar possui coerência do início ao fim".

## Faixas
A seguir lista-se as faixas, compositores e durações de cada canção de Toque no Altar, segundo o encarte do disco. Todos os vocais por Davi Sacer.
| N.º | Título                        | Compositor(es)                                 | Duração |  |
| 1.  | "Aleluia, Hosana"             | Davi Sacer                                     | 3:51    |  |
| 2.  | "Meu Melhor"                  | Ronald Fonseca                                 | 5:17    |  |
| 3.  | "Te Adoro Senhor"             | Sacer                                          | 4:16    |  |
| 4.  | "Toque no Altar"              | Sacer Luiz Arcanjo                             | 4:49    |  |
| 5.  | "Sacia-me"                    | Marcell Compan David Cerqueira Sacer Arcanjo   | 7:01    |  |
| 6.  | "Leva-me Além"                | Fonseca                                        | 8:35    |  |
| 7.  | "Te Louvarei (Draw Me Close)" | Kelly Carpenter / Vs. Sacer e Fonseca          | 5:24    |  |
| 8.  | "Não Tenho Outro Bem"         | Cerqueira Arcanjo Sacer                        | 6:19    |  |
| 9.  | "Meu Amado"                   | Arcanjo Fonseca Sacer                          | 6:42    |  |
| 10. | "Santo"                       | Arcanjo                                        | 4:54    |  |
| 11. | "Abro Mão"                    | Arcanjo                                        | 5:48    |  |
| 12. | "Palavra Profética"           | Sacer                                          | 2:49    |  |
| 13. | "Faz Chover (Let It Rain)"    | Michael Faron / Vs. Cerqueira, Sacer e Arcanjo | 6:18    |  |

## Premiações noTroféu Talento2005
- Melhor CD Independente
- Melhor Versão - Faz Chover (Let It Rain)

## Ficha técnica
Banda
- Davi Sacer - vocal
- Luiz Arcanjo - vocal de apoio
- Ronald Fonseca - piano, produção musical e arranjos
- David Cerqueira - vocal de apoio
- Leandro Silva - teclado e arranjos
- André Mattos - bateria
- André Rodrigues - baixo
- Verônica Sacer - vocal de apoio
- Vânia Franco - vocal de apoio
- Silvânia Costa - vocal de apoio
- Márcia Silva - vocal de apoio
- Paulinho Daniel - violão
- Marcell Compan - guitarra
- Eric Medeiros - guitarra
- Marco Aurélio - guitarra

Equipe técnica
- Bene Maldonado - mixagem